# CCTV-1
Первая программа Центрального телевидения Китая (CCTV-1 综合; полное название: кит. 中国中央电视台综合频道) — китайский телеканал, флагманский канал Центрального телевидения Китая.

## История
Канал изначально назывался «Пекинское телевидение». Дата начала вещания — 2 сентября 1958 года. (Тестовое вещание велось с 1 мая 1958 года.)